# Fairlight CMI
Il Fairlight CMI (Computer Musical Instrument) è stato il primo sistema di workstation audio digitale commercializzato. È stato progettato nel 1979 dai fondatori della Fairlight, Peter Vogel e Kim Ryrie ed era basato su un sintetizzatore a doppio microprocessore, il Qasar-M8, progettato da Tony Furse a Sydney. Ha acquisito popolarità nei primi anni Ottanta e ha finito per competere sul mercato con il Synclavier della New England Digital.

## Adozione
I primi acquirenti del Fairlight CMI furono Iva Davies degli Icehouse, Herbie Hancock, Kate Bush, Peter Gabriel, Mike Oldfield, Richard James Burgess, Todd Rundgren, Nick Rhodes dei Duran Duran, il produttore Rhett Lawrence, Stevie Wonder ed EBN dei EBN-OZN, che misero in contatto gli esperti della Fairlight con la comunità dei musicisti americani. Tra i primi album commerciali eseguiti con il CMI c'erano Never for Ever di Kate Bush (1980), prodotto da Richard James Burgess e John L. Walters, e Magnetic Fields di Jean-Michel Jarre (1981). Jarre utilizzò molto lo strumento anche in The Concerts in China e Zoolook. Alan Parsons fece largo uso del CMI nei suoi album degli anni '80, in particolare nelle canzoni Sirius ed Eye in the Sky, ambedue contenute nell'album che prende il titolo da quest'ultima. Il film Liquid Sky era caratterizzato da una colonna sonora interamente eseguita al Fairlight CMI.
Il Fairlight fu utilizzato nell'ultimo album dei Buggles, Adventures in Modern Recordings e, dopo lo scioglimento dei The Buggles, Geoff Downes continuò a utilizzarlo con gli Yes e gli Asia. Anche nella canzone di Peter Gabriel Shock The Monkey e nell'album omonimo dell'artista il CMI era utilizzato, come anche negli album The Unforgettable Fire degli U2 e Album dei Public Image Ltd, in quest'ultimo suonato da Ryūichi Sakamoto. Il brano AEIOU Sometimes Y degli EBN-OZN è stato il primo singolo americano registrato interamente con un Fairlight CMI (pubblicato nel 1983 dall'Elektra Records e dall'Artista Records in Gran Bretagna). L'album Feeling Cavalier, sempre degli EBN-OZN, è stato registrato anch'esso interamente tramite Fairlight CMI, ed è stato il primo album statunitense ad avere questa particolarità. Comunque, un precedente album intitolato Erdenklang - Computerakustische Klangsinfonie dei musicisti austriaci Hubert Bognermayr e Harald Zuschrader, pubblicato nel 1982 era quasi interamente basato sul Fairlight. Il nome Erdenklang è stato successivamente utilizzato come nome di una casa discografica. Un uso particolarmente creativo e musicalmente eccelso del Fairlight lo si ritrova nell'album di pop elettronico-sperimentale intitolato Identity registrato nel 1984 dal duo ZEE col tastierista dei Pink Floyd Richard Wright e Dave Harris, ex membro dei Fashion.
In Italia fu introdotto da Franco Serafini che lo utilizzò nei concerti, o le sue varie esibizioni pubbliche, per contratto (endorser) con la casa produttrice, di cui fu importatore e distributore in Italia. Insieme a Pietro Pellegrini, Serafini utilizzò largamente in sala di registrazione il Fairlight, sia nei propri album che in quelli degli artisti con i quali collaborò come arrangiatore e strumentista. Nel 1983 Roby Facchinetti lo utilizzò nell'album Tropico del nord dei Pooh e in seguito lo utilizzò anche nei concerti della band. In questo speciale elenco non va dimenticato Detto Mariano, che ha usato il Fairlight Series IIx fin dal 1983 nei film Exterminator of the year 3000, È arrivato mio fratello e Il ragazzo di campagna, per poi utilizzare l'aggiornamento Fairlight Series III nei film "Grandi Magazzini" "Il burbero" e "C'era un castello con 40 cani".

## Storia
Il Fairlight CMI è un'evoluzione di un precedente sintetizzatore chiamato Qasar M8, creato da Furse e nato come tentativo di creare il suono mediante una sintesi di Fourier. A dispetto della ridotta potenza di calcolo disponibile al tempo, mediante l'adozione di un inusuale parallelo di due microprocessori Motorola 6800, il sistema permetteva di modificare direttamente sullo schermo, mediante una penna ottica, i parametri della sintesi di Fourier che avrebbero generato l' onda sonora. Sfortunatamente però, riuscendo solo a sintetizzare multipli esatti del tono fondamentale, non era in grado di riprodurre suoni sufficientemente realistici. In seguito quindi Vogel e Ryrie, principalmente per la buona potenza di calcolo ottenuta dall'hardware, chiesero a Furse la possibilità di adottare sotto licenza il suo progetto. In un ulteriore tentativo di generare suoni realistici mediante la sintesi armonica, iniziarono ad analizzare i suoni di strumenti reali, campionandoli. Vogel, dopo avere campionato un secondo di un brano per pianoforte trasmesso da un programma radiofonico, si accorse che, riproducendolo a diverse velocità, suonava sorprendentemente naturale, più di qualsiasi suono di sintesi precedentemente ottenuto. Così nacque il campionatore digitale (Campionamenti di suoni analogici in playback, uniti all'uso delle audiocassette furono in circolazione dagli anni Cinquanta, quando nacquero strumenti come la tastiera Chamberlin e il Mellotron).
Dal 1979 il funzionamento del Fairlight CMI Series I poteva dirsi dimostrato, ma la qualità del suono non era paragonabile agli standard professionali. Il campionamento era infatti possibile a una frequenza massima di 24 kHz, corrispondenti a circa 10KHz di banda passante, con una risoluzione di 8 bit. Questo limite venne elevato con la Series II del 1982 che permetteva un campionamento a 32KHz e una banda passante di circa 15KHz, ma ancora con una risoluzione di 8 bit. Nel 1983 il supporto MIDI fu aggiunto nella Series IIx, e nel 1985 con la Series III si ottenne, con una frequenza di 44.1KHz e 16 bit di risoluzione, un campionamento di qualità CD.
Il Fairlight funziona con il suo sistema operativo, chiamato QDOS (una versione modificata del sistema operativo Motorola MDOS) e ha un menu guida GUI piuttosto arretrato (in confronto agli standard odierni). Il sistema di base sfrutta un gran numero di processori Motorola 6800, con cards diverse collegate ognuna a ogni parte del sistema, come il driver del display, l'interfaccia della tastiera, ecc. Il principale dispositivo, oltre alla tastiera, per interagire con il sistema era una penna ottica, che veniva utilizzata per selezionare le impostazioni da un display verde monocromatico.
Il modello Series III declinò la penna ottica (che era considerato una delle parti più fragili del sistema) a favore di un'interfaccia a tavoletta grafica, che fu collocata dentro la tastiera. Questo modello fu costruito attorno a processori Motorola 68000 e 6809 con sistema operativo Microware OS-9 di Livello II. Uno dei software più significativi inclusi nel Fairlight era il cosiddetto Page-R, che permetteva di modificare in tempo reale sequenze e pattern; questo sistema è stato largamente copiato da software di sintetizzatori precedentemente creati. Per questo software, era in commercio anche un'ulteriore tastiera, il cui acquisto era facoltativo.
Il Fairlight era uno strumento ben costruito, assemblato a mano e fatto con componenti molto costosi; di conseguenza il suo prezzo era piuttosto elevato (circa £20.000 per un Series I). Benché le versioni di uscita più tarda avessero un prezzo minore grazie all'abbassamento dei prezzi dei componenti, strumenti con simili caratteristiche e prezzi inferiori cominciarono a moltiplicarsi. La Fairlight riuscì a sopravvivere fino alla metà degli anni ottanta, basandosi principalmente sulla notorietà del suo nome e del suo status di cult, ma soffrendo il fatto che pochi potevano permettersi i suoi prezzi.
La Fairlight andò in bancarotta a causa dei costi eccessivi di costruzione degli strumenti - 20.000 dollari australiani per ogni elemento. Dopo un ultimo disperato tentativo di salvare qualcosa tutti i macchinari vennero venduti all'asta in un processo mondiale. Peter Vogel nel 2005 ha dichiarato "Eravamo fiduciosi di riuscire a vendere e pagare i debiti, ma questo era un affare terribilmente costoso... Le nostre vendite stavano migliorando proprio all'ultimo minuto, ma ancora non ci permettevano di pagare i debiti e gli R&D".

## Influenze
Il successo del Fairlight CMI causò l'introduzione di strumenti da campionamento anche da parte di altre aziende produttrici. La New England Digital modificò il suo Synclavier per renderlo utilizzabile come campionatore, mentre la E-Mu produsse una tastiera/campionatore meno costoso degli altri: l'Emulator.
Negli Stati Uniti d'America una nuova compagnia produttrice di campionatori chiamata Ensoniq introdusse nel 1985 l'Ensoniq Mirage, facendo sì che la tecnica del campionamento fosse utilizzabile anche da musicisti che non potevano permettersi gli strumenti più costosi. Benché il Mirage fosse in poche parole il campionatore economico con molta memoria in meno, con un costo inferiore ai 2000 dollari, era sufficientemente potente per segnare l'inizio del declino del CMI. In aggiunta a questi sistemi a basso prezzo, cominciarono a quei tempi ad apparire delle cards aggiuntive per i computer, dal prezzo molto economico, come per esempio Greengate DS3, basata sulla tecnologia Apple-II.

## Artisti che usano o hanno usato il Fairlight CMI
- a-ha
- ABC
- Afrika Bambaataa
- Al Di Meola
- Alan Parsons
- Alan Parsons Project
- Art of Noise
- Asia
- Baltimora
- BBC Radiophonic Workshop
- Billy Ocean
- Bill Sharpe
- Brian Eno
- Brian Wilson
- Bryan Adams
- Cabaret Voltaire
- Chick Corea
- Clive Smith
- Coil
- Daniel Balavoine
- Darren Hayes
- Dave Harris
- David Gilmour
- David Morley
- David Vorhaus
- Deborah Gibson
- Def Leppard
- Depeche Mode
- Detto Mariano
- Devo
- Dire Straits
- Dollar
- Duran Duran
- EBN-OZN
- Eddie Jobson
- Elvis Costello
- Eros Ramazzotti
- Eugenio Finardi
- Eurythmics
- Fleetwood Mac
- Foreigner
- Faust'O
- Franco Battiato
- Franco Serafini
- Garbo

- Geoff Downes
- Hall & Oates
- Heaven 17
- Herbie Hancock
- Howard Jones
- Hubert Bognermayr und Harald Zuschrader
- Human League
- Icehouse
- Jan Hammer
- Jane Child
- Jean-Michel Jarre
- Jefferson Starship
- John Foxx
- John L. Walters
- John Paul Jones
- Jon Anderson
- Jon Astley
- Joni Mitchell
- Julian Lennon
- J.J.Jeczalik
- Kate Bush
- Keith Emerson
- Kids in the Kitchen
- Kim Wilde
- Kontopoulos Dimitris
- Lindsey Buckingham
- Loverboy
- Lucio Battisti
- Max Costa
- Madonna
- Malcolm McLaren
- Mecano
- Michael Jackson
- Miguel Bosé
- Mike Oldfield
- Ministry
- New Musik
- New Order
- Orchestral Manoeuvres in the Dark
- Paul McCartney
- Pet Shop Boys
- Peter Gabriel

- Petra
- Pooh
- Prince
- Public Image Ltd.
- Queen
- R.E.M.
- Richard James Burgess
- Rammstein
- Rick Wright
- Roby Facchinetti
- Rockets
- Romeo's Daughter
- Ryūichi Sakamoto
- SPK
- Scritti Politti
- Serse Mai
- Shona Laing
- Sparks
- Steve Winwood
- Stevie Wonder
- Stewart Copeland
- Stock Aitken Waterman
- Styx
- Sundae Club
- Supertramp
- Suzanne Vega
- Tasmin Archer
- Tears for Fears
- The B-52's
- The Cars
- The Young Gods
- They Might Be Giants
- Thomas Dolby
- Thompson Twins
- Todd Rundgren
- Tony Mansfield
- U2
- Vince Clarke
- Wang Chung
- Yazoo
- Yello
- Yes
- ZZ Top
- Zee

Una curiosità riguarda il cantante, batterista e leader dei Genesis Phil Collins che, sul retro del suo LP No Jacket Required del 1985, dichiara "There is no Fairlight on this record”, come a volere prendere le distanze dal sound del famoso campionatore.